# Krásný Les u Frýdlantu

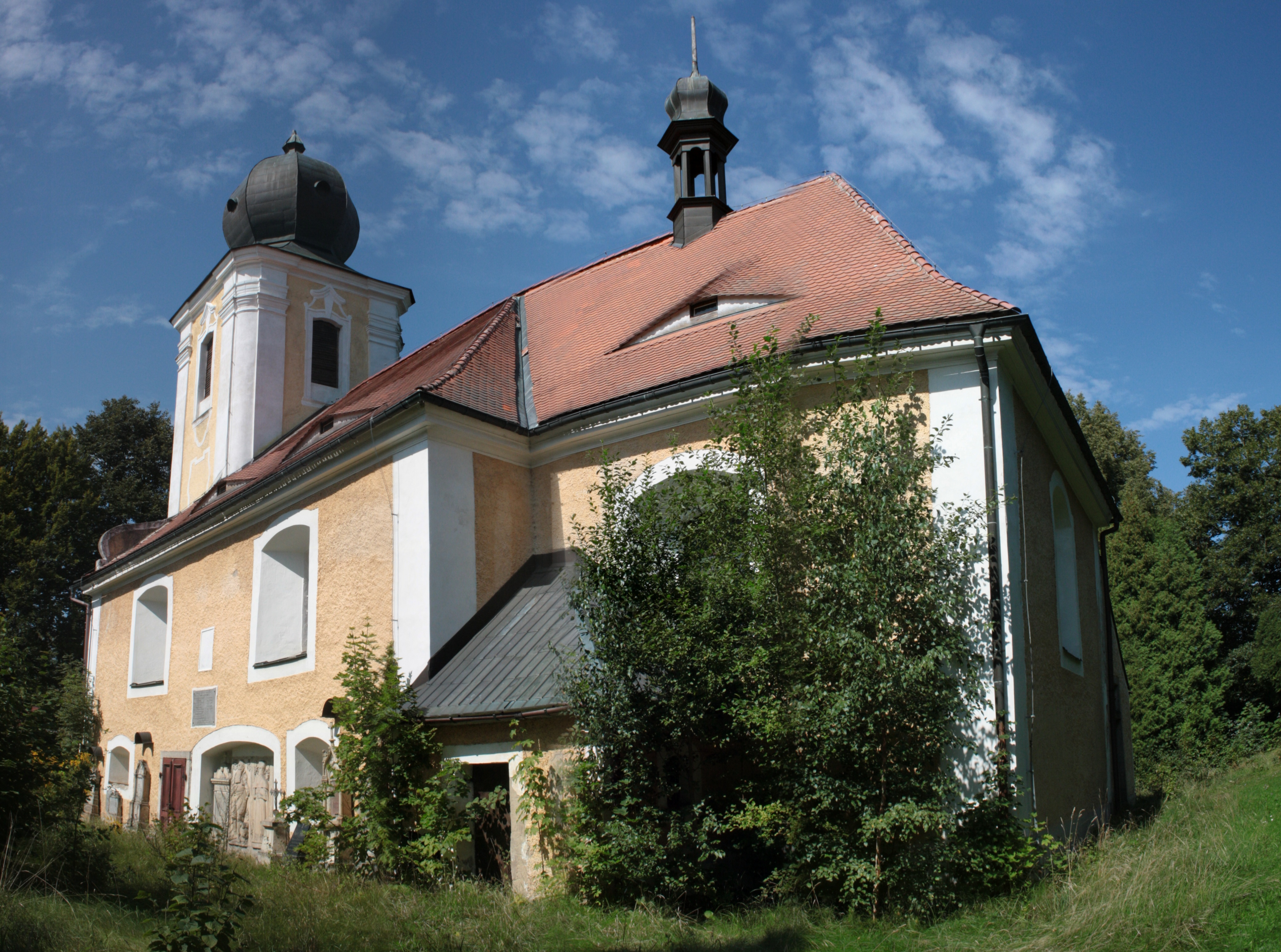
Kirche der hl. Helena

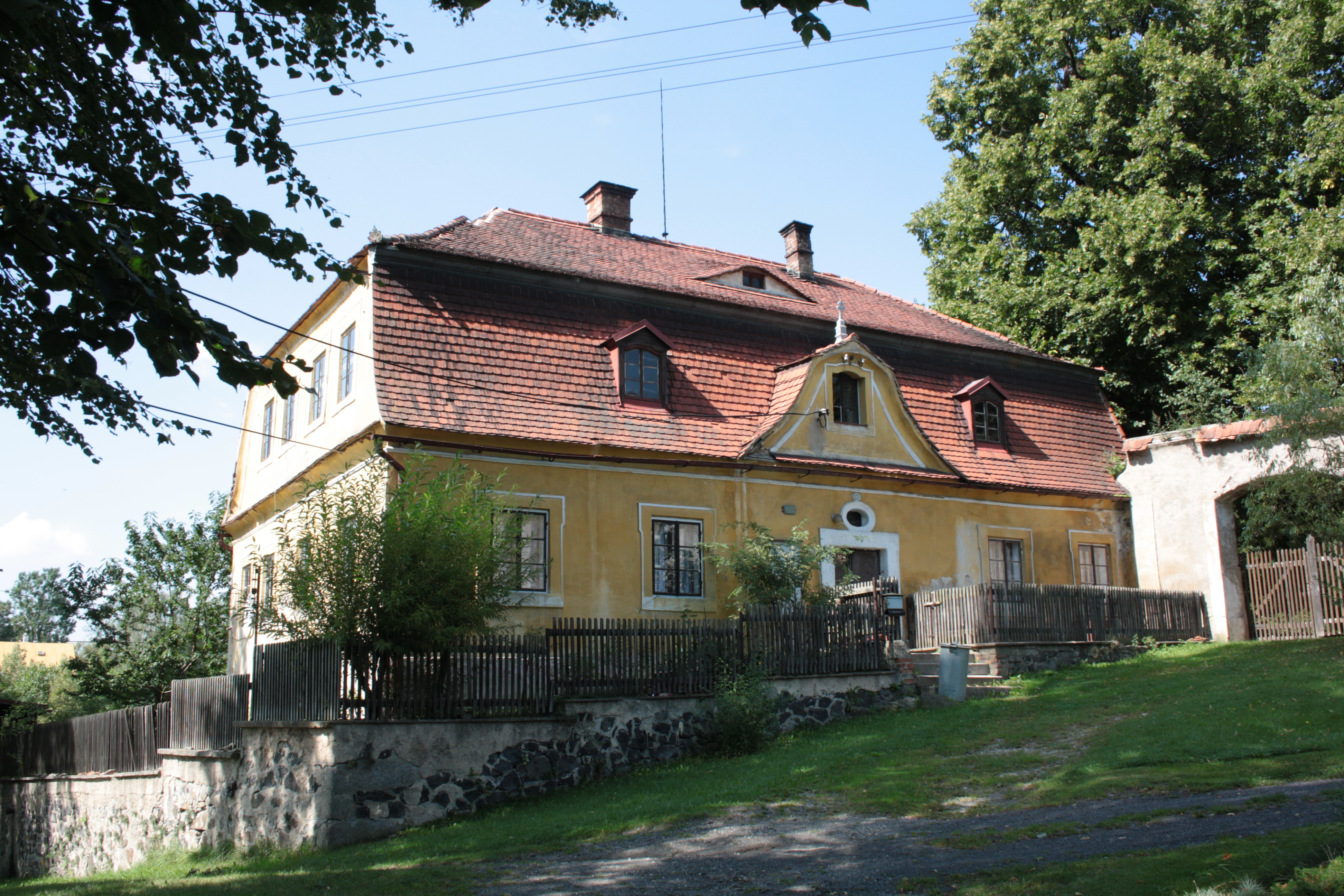
Pfarrhaus

Krásný Les  (deutsch Schönwald) ist eine Gemeinde in Tschechien. Sie liegt vier Kilometer nordöstlich von Frýdlant und gehört zum Okres Liberec.

## Geographie
Krásný Les erstreckt sich entlang des Baches Řasnice (Rasnitz) im Isergebirgsvorland (Frýdlantská pahorkatina). Nördlich erhebt sich der Mokrý vrch (Kratzerberg, 420 m), an dem sich ein Basaltsteinbruch befindet. Im Nordosten liegt der Řasný (Damerich, 433 m), südlich der Chlum (Hoher Stein, 495 m), im Südwesten der Supí vrch (385 m) und im Westen der U Rozhledny (Resselberg, 399 m). Durch Krásný Les führt die Eisenbahnnebenstrecke von Frýdlant über Nové Město pod Smrkem nach Jindřichovice pod Smrkem, im Dorf gibt es die Bahnstationen Krásný Les-Bažantnice und Krásný Les.
Nachbarorte sind Bulovka im Norden, Dolní Řasnice und Hajniště im Osten, V Lukách im Südosten, Luh und Raspenava im Süden, Frýdlant im Südwesten, Údolí und Na Lišce im Westen sowie Arnoltice im Nordwesten.

## Geschichte
Das Dorf entstand in der zweiten Hälfte des 13. Jahrhunderts, aus dieser Zeit stammt auch die Kirche der hl. Helena. Erstmals schriftlich erwähnt wurde die Kirche 1346 in einem Schriftstück des Bistums Meißen. 1381 wurde Schönwald im Urbar der Herrschaft Friedland aufgeführt. Besitzer waren zu dieser Zeit die Biebersteiner. Seit dem 15. Jahrhundert besaß die Familie Etzel Schönwald und umliegende Dörfer als Lehngut. Mit dem Tode von Wolf Etzel erlosch das Geschlecht 1574 und das Lehngut fiel den Herrn von Redern auf Friedland zu.
Nach der Schlacht am Weißen Berg wurden die Güter Christoph von Rederns konfisziert und an Albrecht von Waldstein übergeben. Nach dessen Ermordung erhielt Matthias von Gallas die Herrschaft. Seine Nachfahren und ab 1757 die Grafenlinie Clam-Gallas besaßen die Ländereien bis zu ihrer Enteignung im Jahre 1945. Während des Dreißigjährigen Krieges wurde das Dorf und Kirche geplündert. In den 1650er Jahren begannen die Grafen von Gallas mit der Rekatholisierung ihrer Untertanen. Die protestantischen Einwohner mussten das Dorf verlassen und gingen in die benachbarte Oberlausitz ins Exil. Wegen der drückenden Lasten erfolgte in den Jahren 1679 und 1680 ein Aufstand der Leibeigenen in der Herrschaft Friedland, dessen Anführer der Rückersdorfer Schmied Andreas Stelzig war. Nach dem Bau der neuen Kirche wurde die zur Pfarre Friedland gehörige Filialkirche 1778 zur Lokalkirche erhoben.
Im Jahre 1832 bestand Schönwald aus 151 Häusern mit 776 deutschsprachigen Einwohnern. Unter herrschaftlichen Patronat standen die Kirche und die Schule. Im Ort gab es außerdem zwei Mahlmühlen und eine Brettsäge. Am westlichen Ende des Dorfes lag der herrschaftliche Fasangarten, von dem eine Allee zum Meierhof Friedland führte. Zum Dorf gehörte ein beträchtlicher Waldbesitz, einige der Einwohner betrieben Holzhandel. Schönwald war Pfarrort für Rückersdorf. Bis zur Mitte des 19. Jahrhunderts blieb Schönwald der Allodialherrschaft Friedland untertänig.
Nach der Aufhebung der Patrimonialherrschaften bildete Schönwald ab 1850  eine politische Gemeinde im Bunzlauer Kreis und Gerichtsbezirk Friedland. Ab 1868 gehörte die Gemeinde zum Bezirk Friedland. Im Laufe der Zeit wuchs Schönwald mit Rückersdorf zu einem geschlossenen Besiedlungsgebiet zusammen. Die an der Flurgrenze beider Orte gelegene Schönwalder Kirche war Pfarrkirche für beide Dörfer und auch der Friedhof wurde gemeinsam genutzt. Entlang der Kaiserstraße nach Seidenberg bildete sich die Kolonie Neu Schönwald. Im Jahre 1900 hatte die Gemeinde 1095 Einwohner. Am 2. August 1902 nahm die Friedländer Bezirksbahn die Lokalbahnstrecke von Friedland nach Heinersdorf in Betrieb. 1930 lebten in dem Dorf 1040 Menschen. Nach dem Münchner Abkommen wurde der Ort 1938 dem Deutschen Reich zugeschlagen und gehörte bis 1945 zum Landkreis Friedland. 1939 hatte Schönwald 970 Einwohner. Nach dem Zweiten Weltkrieg erfolgte die Vertreibung der deutschen Bevölkerung. Mit Beginn des Jahres 1961 erfolgte die Auflösung des Okres Frýdlant, Krásný Les wurde dadurch Teil des Okres Liberec. 1980 wurde Krásný Les zusammen mit Horní Řasnice und Dolní Řasnice zu einer Gemeinde Řasnice zusammengelegt, die sich 1990 wieder auflöste. Krásný Les besteht heute aus 110 Wohnhäusern und 41 Ferienhäusern.

## Gemeindegliederung
Für die Gemeinde Krásný Les sind keine Ortsteile ausgewiesen.

## Sehenswürdigkeiten
- Kirche der hl. Helena, die in der zweiten Hälfte des 13. Jahrhunderts erbaute und seit 1346 schriftlich nachweisbare gotische Kirche wurde in den Jahren 1764–1771 durch einen  barocken Neubau ersetzt. Die Kanzel stammt aus dem Jahre 1787. Nach dem Brand von 1992 wurde die Kirche wieder instand gesetzt.
- Pfarrhaus, es entstand um 1778 auf Kosten der Gemeinde

## Söhne und Töchter der Gemeinde
- Gottfried Menzel (1798–1879), Priester und Naturforscher